# Klauny u Indian Pueblo
W religii Indian Pueblo występowali ludzie będący klaunami, błaznami lub tricksterami. Nazywa się ich klaunami Pueblo (ang. Pueblo clowns) lub świętymi klaunami (ang. sacred clowns). Biorą udział w rytuałach religijnych, należą do dedykowanych im bractw religijnych, brali udział w spotkaniach w specjalnych kiva i mają różne role w zależności od osady. Poza Pueblami, święte klauny były też u Siuksów, nazywano je heyókȟa.

## Rola
Klauni odprawiają comiesięczne rytuały, latem na deszcz, w listopadzie - dla bogów, na leczenie społeczeństwa, czarną magię. Wśród Hopi i Indian Tewa istnieją cztery odrębne klauny: Koyi'msĭ (zwany także Ho'tomeli'pung, Tewa Ta'chûktĭ); Chüʳkü'wĭmkya; Pai'yakyamü lub Koyala; i Pi'ptuyakyamü (lub "przybysze").
Aby klaun mógł przedstawić znaczący komentarz społeczny poprzez humor, jego tożsamość zazwyczaj musi być ukryta. Święci klauni ludu Pueblo używają w tym celu masek i nakryć głowy. Jednym z najbardziej znanych zakonów świętych klaunów Pueblo jest Chiffoneti (zwany Payakyamu w hopi, Kossa w języku Indian Tewa, Koshare wśród ludu Keres, Tabösh wśród Jemez w Nowym Meksyku i Newekwe przez Zuni). Osoby te prezentują się z czarno-białymi poziomymi paskami namalowanymi na ciele i twarzy, malują czarne kółka wokół ust i oczu oraz rozdzielają włosy pośrodku i wiążą je w dwa pęczki, które stoją pionowo po obu stronach głowy i są obszyte łuskami kukurydzy.
Błotogłowi (ang. mudheads, zwani Koyemshi w Zuni i Tatsuki w hopi) są zwykle przedstawiani z różowawymi ciałami pokrytymi gliną i pasującą bawełnianą torbą noszoną na głowie.
Antropolodzy, w szczególności Adolf Bandelier w swojej książce z 1890 roku, The Delight Makers, oraz Elsie Clews Parsons w swojej książce Pueblo Indian Religion, szeroko badali znaczenie klaunów Pueblo i ogólnie społeczeństwa klaunów. Bandelier zauważa, że Hopi bali się Tsuku jako źródła publicznej krytyki i potępienia tudzież cenzury zachowań innych niż te praktykowane przez Hopi. Ich funkcja może pomóc rozładować napięcia w społeczności, zapewniając własną humorystyczną interpretację kultury popularnej plemienia, wzmacniając tabu i przekazując tradycje. Przypadek młodego mężczyzny Hopi z 1656 r. podszywającego się pod franciszkańskiego księdza w Awat'ovi na terenie dzisiejszego rezerwatu Hopi jest uważany za historyczny przykład klaunów Pueblo.